# スチュアート・ホッグ
スチュアート・ホッグ（Stuart Hogg、1992年6月24日 - ）は、トップ14モンペリエ・エロー・ラグビーに所属するラグビーユニオン選手。

## プロフィール
- スコットランド・メルローズ出身。
- 現役時代のポジションはフルバック(FB)。
- 身長 180cm、体重 93kg
- U20スコットランド代表に選ばれたことがある[1]。
- スコットランド代表通算キャップ数は100でラグビーワールドカップ2015・ラグビーワールドカップ2019のスコットランド代表に選ばれた[2]。
- ブリティッシュ・アンド・アイリッシュ・ライオンズに選ばれたことがある[3]。

## 略歴
グラスゴー・ウォリアーズを経て、2019年、エクセター・チーフスに加入。 
2023年7月、自身のSNSで現役引退を発表した。 
2024年、現役復帰してモンペリエに加入。 

## 受賞歴
- ワールドラグビー男子15人制ドリームチーム:2021年[7]